# Plăcuță semiconductoare

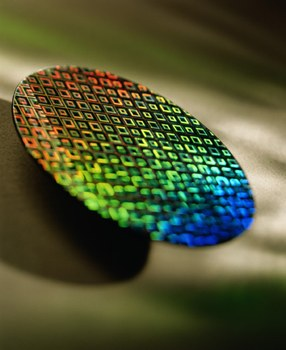
O plăcuță de siliciu decapată

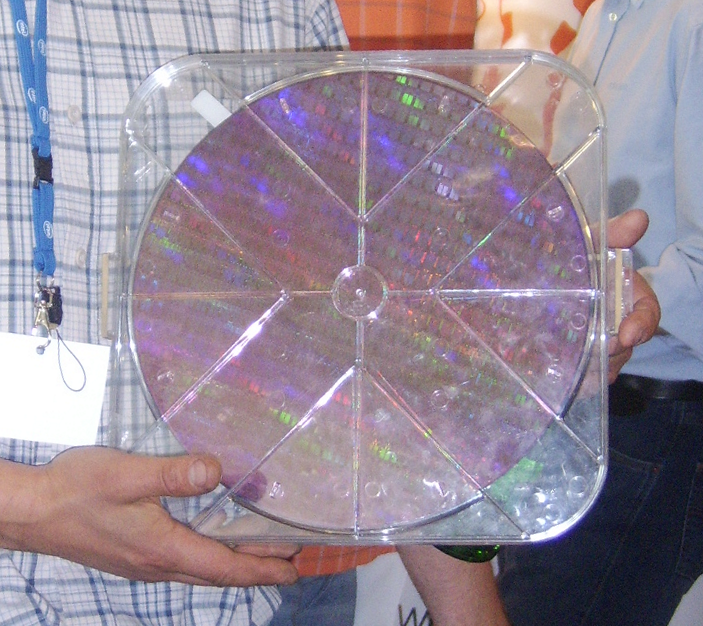
Plăcuța de siliciu de la Intel

O plăcuță semiconductoare este o tabletă subțire de material semiconductor foarte pur și monocristalin, cum ar fi un cristal de siliciu, folosită în fabricarea circuitelor integrate și a altor microdispozitive. Plăcuța are rolul de substrat pentru dispozitivele microelectronice construite în și pe plăcuță și este supusă multor pași ai proceselor de microfabricație precum doparea sau implantarea ionică, decaparea, depozitarea variatelor materiale și șablonarea fotolitografică.
Aceste plăcuțe se mai folosesc și pentru mai multe tipuri de celule solare. O „plăcuță solară” este de obicei o plăcuță semiconductoare circulară întreagă (ne mai fiind deci tăiată în celule solare dreptunghiulare mai mici).
În limba engleză plăcuța semiconductoare este denumită „wafer” (napolitană), datorită texturii caroiate similare celei de pe foile de napolitană.

## Procesul de fabricație
|  | Bara de siliciu pentru plăcuțe. |

Plăcuțele sunt formate din material monocristalin de înaltă puritate (99,9999 %), aproape lipsit de defecțiuni. 
Pentru obținerea materialelor semiconductoare monocristaline, se utilizează procedee de creștere din topitură în incinte închise în atmosferă reducătoare de hidrogen.
Un procedeu pentru formarea plăcuțelor cristaline este numit metoda Czochralski, inventată de chimistul polonez Jan Czochralski. 
Incintele închise sunt utilizate pentru creșterea monocristalelorde dimensiuni mari, evitându-se astfel impurificarea accidentală. Procesul este inițiat cu ajutorul unui germene monocristalin, care se coboară în topitură, se topește parțial și se extrage apoi treptat din topitură cu o viteză mică, între 1-2mm/min. Procedeul se bazează pe existența unui gradient de temperatură și pe migrarea moleculelordin starea lichidă către cristal, datorită răcirii. Semiconductorul topit cristalizează pe germene și repetă structura acestuia, obținându-se în final un lingou cilindric (bară) de siliciu cristalin de înaltă puritate ce are structura cristalină identică cu structura germenului. Atomii impurităților dopante precum borul sau fosforul pot fi adăugați la siliciul intrinsec topit, în cantități precise, pentru a-l dopa (în vederea atingerii proprietăților electronice dorite), astfel schimbându-l în siliciu extrinsec de tip n sau tip p.
Lingoul este apoi tranșat cu un ferăstrău pentru plăcuțe (ferăstrău sârmă) și polizat pentru formarea plăcuțelor.
Mărimea plăcuțelor pentru celulele fotovoltaice este de 100 – 200 mm2 , iar grosimea este de 200 - 300 μm. De asemenea este prevăzut și un nou standard de 160 μm. Pentru circuitele electronice se folosesc dimensiuni ale plăcuțelor de 100 – 300 mm în diametru, în timp ce diametrul de 450 mm, subiect al multor dezbateri, încă nu intrase în producție în anul 2010.

## Curățare, texturare și decapare
După tranșare plăcuțele sunt curățate cu acizi slabi pentru îndepărtarea particulelor nedorite sau repararea avariilor cauzate în timpul procesului de debitare cu ferăstrăul. În cazul folosirii pentru celulele solare, plăcuțele sunt texturate pentru a crea o suprafață aspră care le crește eficiența. Sticla fosfosilicată generată este îndepărtată de pe marginea plăcuței la decapare.

## Proprietățile plăcuței

### Dimensiuni standard ale plăcuțelor

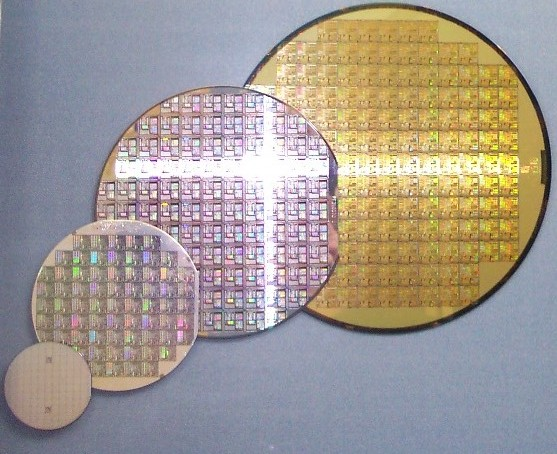
Plăcuțe de 2 țoli, 4 țoli, 6 țoli și 8 țoli

Plăcuțele sau discurile de siliciu monocristalin sunt disponibile într-o varietate de dimensiuni de la 25,4 mm (1 țol) la 300 mm (11,8 țoli). Uzinele de fabricare a semiconductoarelor sunt definite de dimensiunea plăcuțelor care pot fi produse cu echipamentul aflat în dotarea acestora. Dimensiunea a crescut treptat pentru îmbunătățirea rezultatelor și reducerea costurilor. Companiile Intel, TSMC și Samsung conduc separat cercetări pentru pregătirea fabricilor de prototipuri de 450 mm până în 2012, deși rămân piedici serioase. Dean Freeman, un analist al Gartner Inc., a prezis că fabricile de producție s-ar putea ivi undeva în intervalul de timp 2017-2019, aceasta depinzând în mare parte de o pletoră de noi breșe tehnologice și nu doar de o simplă „extindere” a tehnologiei curente.
- 25,4 mm (1 țol)
- 50,8 mm (2 țoli), grosime 275 µm.
- 76,2 mm (3 țoli), grosime 375 µm.
- 100 mm (4 țoli), grosime 525 µm.
- 125 mm (4,9 țoli) sau 127 mm (5 țoli), grosime 625 µm.
- 150 mm, grosime 675 µm.
- 200 mm, grosime 725 µm.
- 300 mm, grosime 775 µm.
- 450 mm, grosime 925 µm (planificat).[11]

Plăcuțele făcute din alte materiale decât siliciul sunt în general indisponibile la dimensiuni de peste 100 mm și au grosimi diferite de plăcuțele de siliciu cu același diametru. Grosimea plăcuței este determinată de rezistența mecanică a materialului folosit; plăcuța trebuie să fie suficient de groasă pentru a-și suporta propria greutate fără a se crăpa pe durata manevrării.
În cazul plăcuțelor mai mari rămâne mai puțin spațiu marginal pe laturi (ca procentaj din spațiul total), astfel încât profitul pe plăcuță poate crește semnificativ. Acesta este motivul principal al trecerii la dimensiuni de plăcuțe din ce în ce mai mari. Conversia de la plăcuțe de 200 mm la cele de 300 mm a început în anul 2000; prin aceasta prețul pe pastila semiconductoare a putut fi redus cu circa 30-40%. Totuși, aceasta nu s-a întâmplat fără probleme semnificative pentru industrie.
Următorul pas, către un diametru de 450 mm, ar trebui să conducă la câștiguri ale productivității similare celor rezultate din mărirea anterioară a dimensiunii.
Utilajele necesare pentru manevrarea și procesarea plăcuțelor mai mari duc la costuri de investiții crescute pentru construirea chiar și a unei singure fabrici. Există o rezistență considerabilă împotriva trecerii la dimensiunea de 450 mm până în 2012 în ciuda îmbunătățirilor evidente ale productivității, în principal deoarece companiile cred că recuperarea investițiilor ar dura prea mult. Procesul dificil și costisitor al fabricării dimensiunii de 300 mm a reprezentat numai aproximativ 20% din capacitatea mondială, ca unitate de suprafață, până la sfârșitul anului 2005. Trecerea la 300 mm a necesitat o schimbare majoră față de trecut, cu fabrici complet automatizate pentru plăcuțele de 300 mm față de fabricile semiautomatizate pentru plăcuțele de 200 mm. Investițiile majore au fost întreprinse în timpul întorsăturii economice ulterioare bulei punct-com, rezultând într-o opoziție foarte pronunțată trecerii la 450 mm în intervalul de timp original.
Alte probleme tehnice inițiale pe rampa către 300 mm au inclus efectele vibrațiilor, încovoierea gravitațională și problemele cu planeitatea. Printre noile probleme pe rampa către 450 mm se numără faptul că barele de cristal vor fi de 3 ori mai grele (în total cântărind o tonă), vor lua de 2-4 ori mai mult timp să se răcească, iar timpul de prelucrare va fi dublu. Pe scurt, dezvoltarea plăcuțelor de 450 mm necesită învingerea costurilor, a timpului și o inginerie de o dificultate semnificativă.

#### Estimarea analitică a numărului pastilelor
Pentru orice diametru [d, mm] dat al unei plăcuțe și dimensiune [A, mm2] țintă a unui CI, există un număr exact de bucăți întregi care pot fi tăiate din plăcuță, numite pastile. Numărul brut de pastile pe plăcuță [PPP] poate fi estimat prin următoarea expresie:
{\displaystyle PPP=d\pi \left({\frac {d}{4A}}-{\frac {1}{\sqrt {2A}}}\right)}
De luat în vedere că numărul brut al pastilelor nu ia în calcul pierderile pastilelor defecte, variate marcaje de aliniere și locuri de testare de pe plăcuță.

### Orientare cristalină

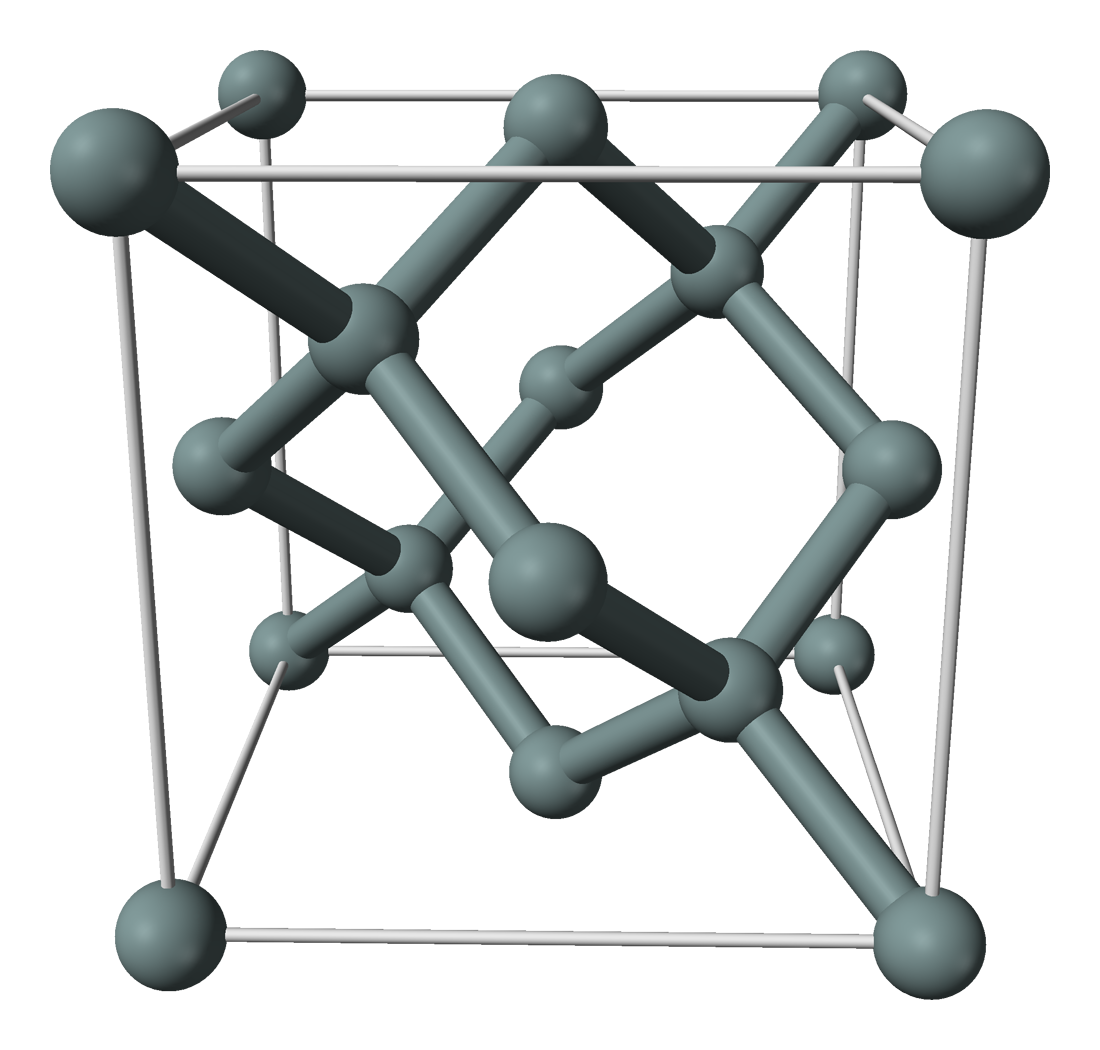
Structură cristalină cubică de tipul diamantului. Celulă elementară a siliciului.

Plăcuțele semiconductoare sunt crescute dintr-un cristal ce are o structură cristalină regulată, siliciul având o structură cubică de tipul diamantului cu o spațiere a rețelei cristaline de 5,430710 Å (0,5430710 nm). Atunci când este tăiat în plăcuțe, suprafața este aliniată într-una din mai multe direcții relative cunoscute ca orientări cristaline. Orientarea este definită de indicii lui Miller, direcțiile cristalografice [100] sau [111] fiind cele mai comune pentru siliciu.
Orientarea este importantă din moment ce multe dintre proprietățile electronice și structurale ale unui singur cristal sunt pronunțat anizotrope. Adâncimea implantării ionice depinde de orientarea cristalină a plăcuței, din moment ce fiecare direcție oferă căi distincte pentru transport.
Clivajul plăcuței în mod tipic se ivește numai în câteva direcții bine definite. Crestarea plăcuței de-a lungul planurilor de clivaj permite secționarea cu ușurință a acesteia în pastile individuale astfel încât miliardele de elemente de circuit individuale de pe o plăcuță medie să poată fi separate în multe circuite individuale.

### Semne de indicare a orientării

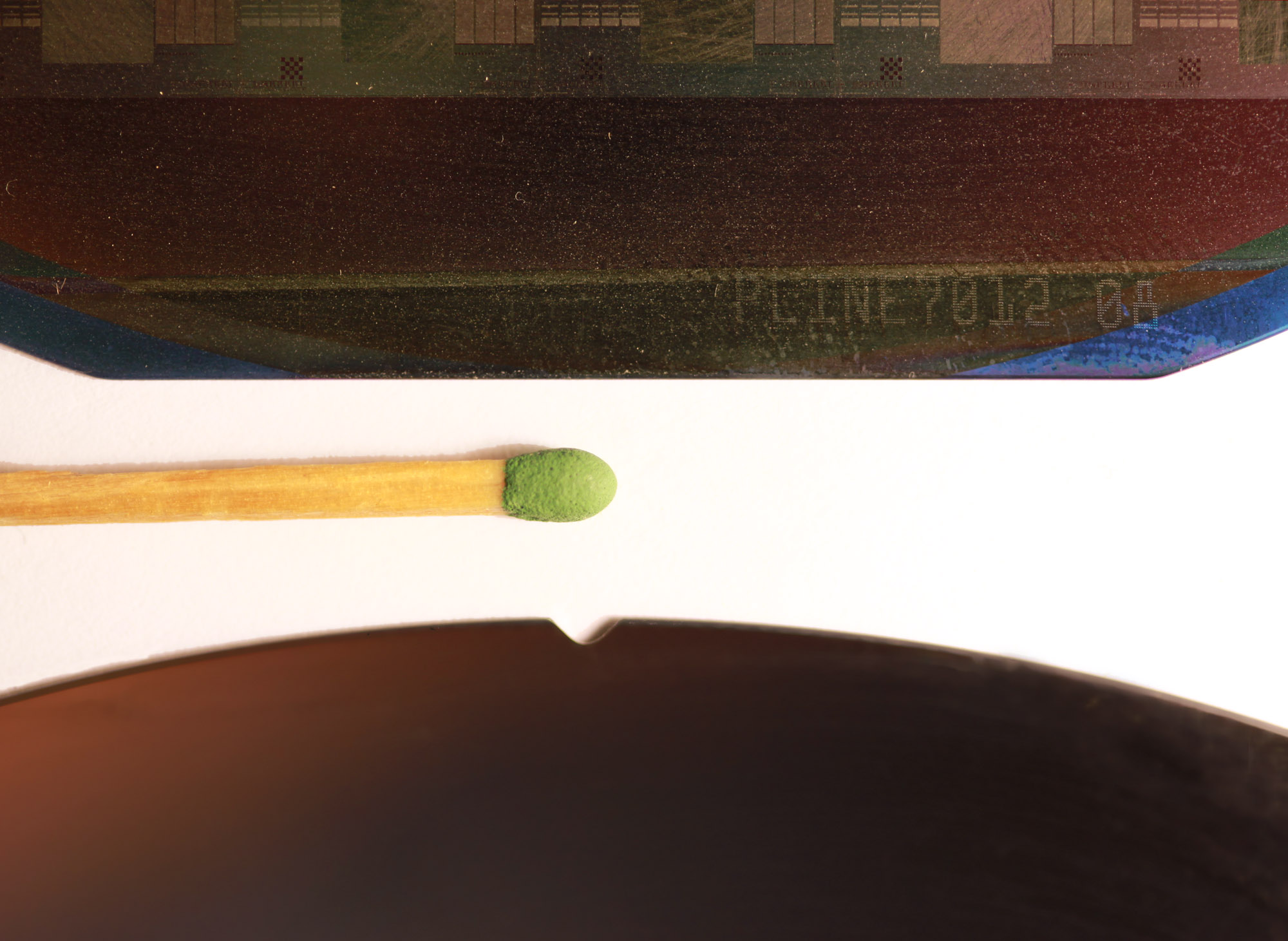
Plat și crestătură.

Se poate folosi tăierea unor segmente de cerc pentru a denota doparea și orientarea cristalografică. Roșul reprezintă materialul care a fost îndepărtat.

Discurile cu un diametru sub 200 mm au segmente de cerc tăiate în una sau mai multe părți obținându-se segmente de margine drepte, numite „platuri”, cu scopul de a indica planele cristalografice ale plăcuței (de obicei familia de plane {110}). În generațiile mai timpurii de plăcuțe, o pereche de platuri la diferite unghiuri desemnau adițional tipul de dopare (vezi ilustrația pentru convenții). Plăcuțele cu diametru de 200 mm sau mai mare folosesc o singură crestătură mică pentru a desemna orientarea plăcuței, fără nicio indicație vizuală a tipului de dopare.

### Doparea impurităților
Plăcuțele de siliciu în general nu sunt siliciu 100% pur, ci sunt în schimb formate printr-o dopare cu impurități inițială cu o concentrație între 1013 și 1016 pe cm3 de bor, fosfor, arsen sau stibiu, care este adăugată topiturii și definește plăcuța fie ca tip n fie ca tip p. În orice caz, în comparație cu densitatea atomică a unui singur cristal de siliciu de 5×1022 atomi pe cm3, acest lucru tot dă o puritate mai mare de 99,9999%. Plăcuțelor le poate fi de asemenea administrată o anumită concentrație interstițială de oxigen. Contaminarea cu carbon și metale este păstrată la minim. Metalele tranziționale, în particular, trebuie menținute la concentrații sub părți pe miliard, pentru aplicațiile electronice.

## Semiconductori din compuși
În timp ce plăcuța de siliciu este tipul predominant de plăcuță semiconductoare folosit în industria electronică, alte tipuri de plăcuțe din compuși III-V sau II-VI au fost folosite de asemenea. Plăcuța din arsenură de galiu (GaAs) este unul dintre materialele semiconductoare din grupa III-V folosite în mod comun și care pot fi produse folosind metoda Czochralski.

## Pastilă (semiconductor)

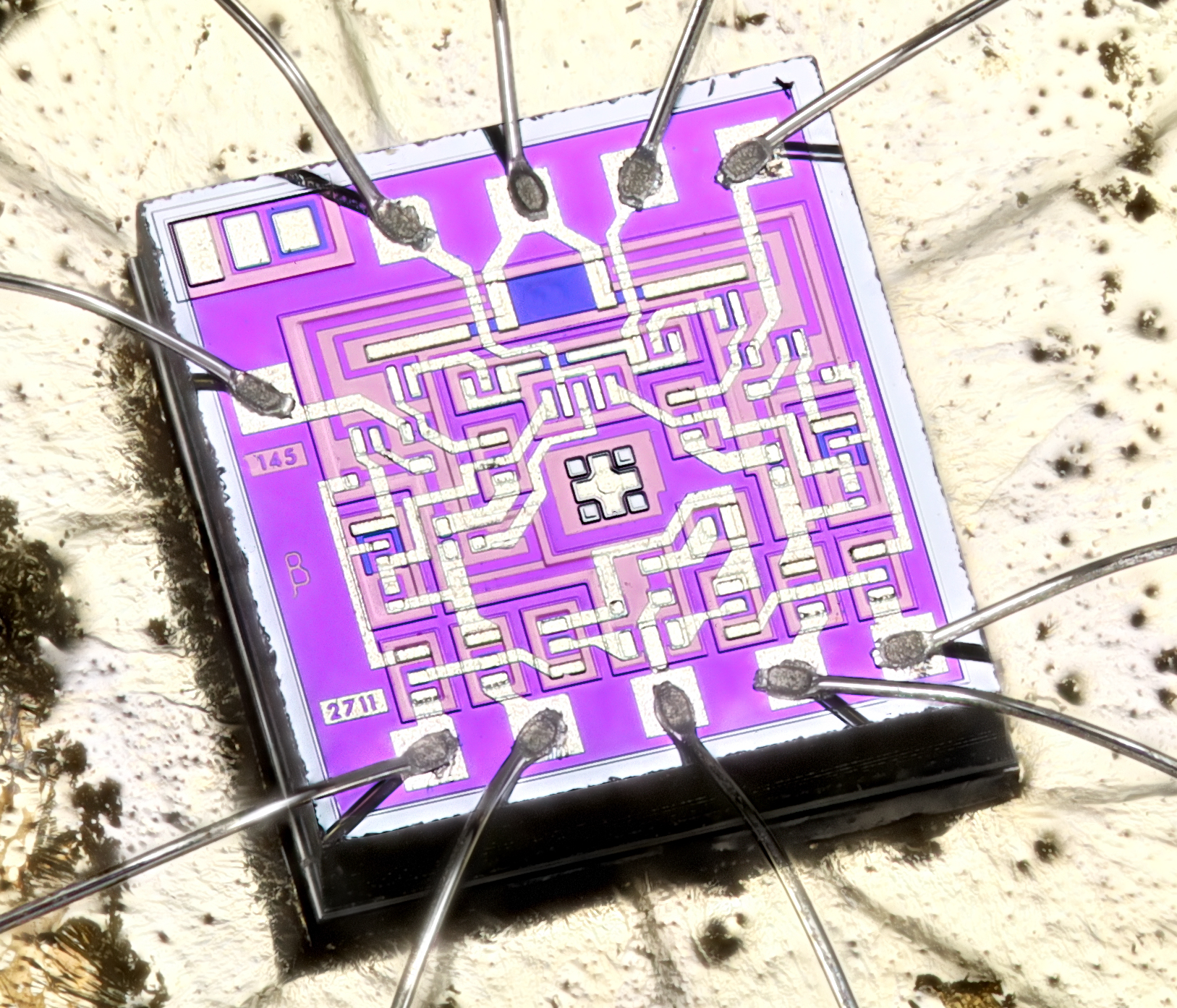
O pastilă cu circuit integrat de mărime medie, cu fire de legătură atașate.

O pastilă, în contextul circuitelor integrate, este o bucată mică de material semiconductor, pe care este fabricat un anume circuit funcțional.
În mod tipic, circuitele integrate sunt produse în loturi mari pe o singură plăcuță de siliciu de înaltă puritate (SGE) - dar și pe alte materiale, prin procese precum fotolitografia. Plăcuța este tăiată în multe bucăți, fiecare conținând o copie a circuitului. Fiecare dintre aceste bucăți este numită pastilă (semiconductoare), iar în acest caz pastilă de siliciu.

## Images

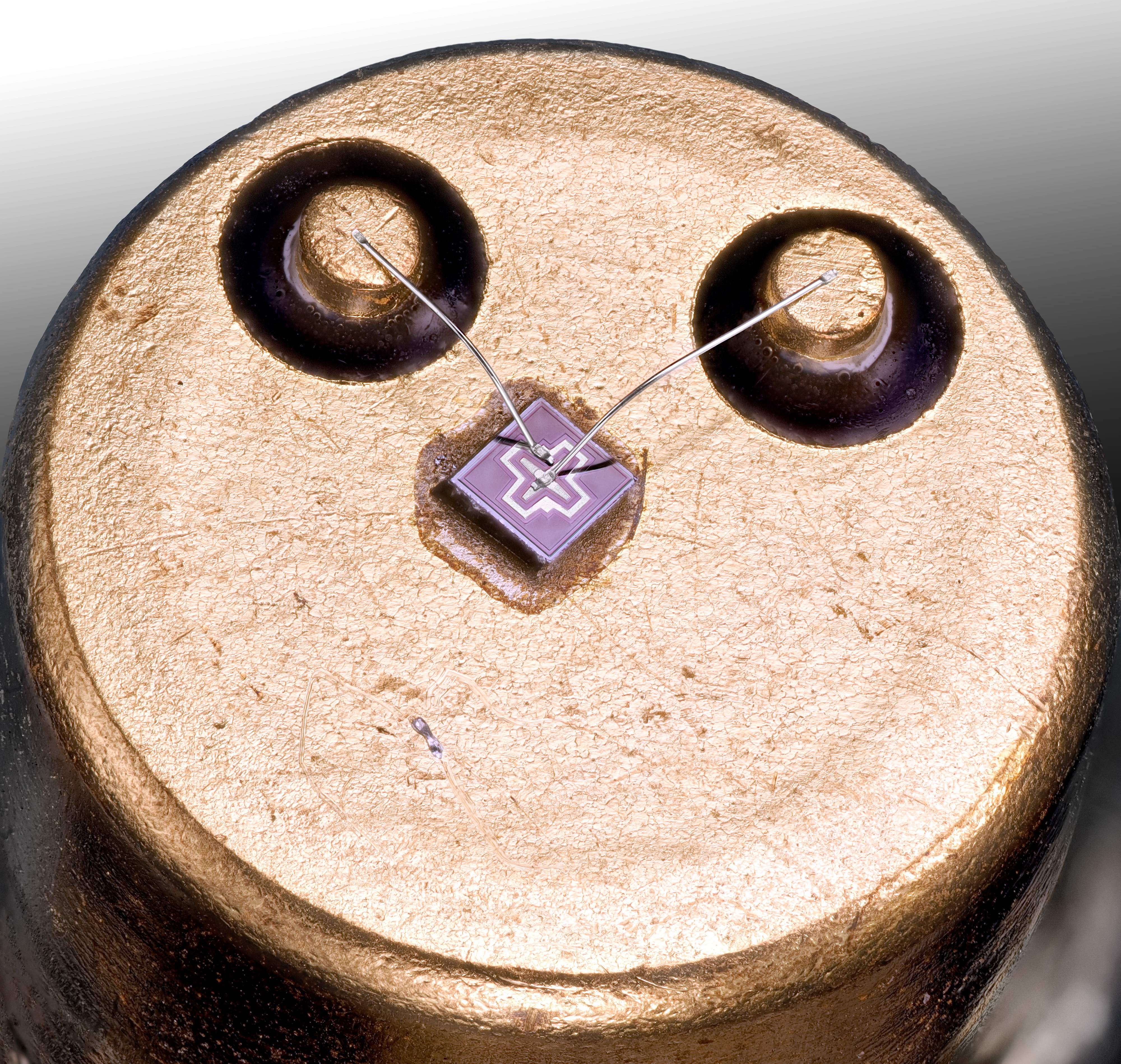
Fotografia pastilei de siliciu pentru tranzistor 2N2222.
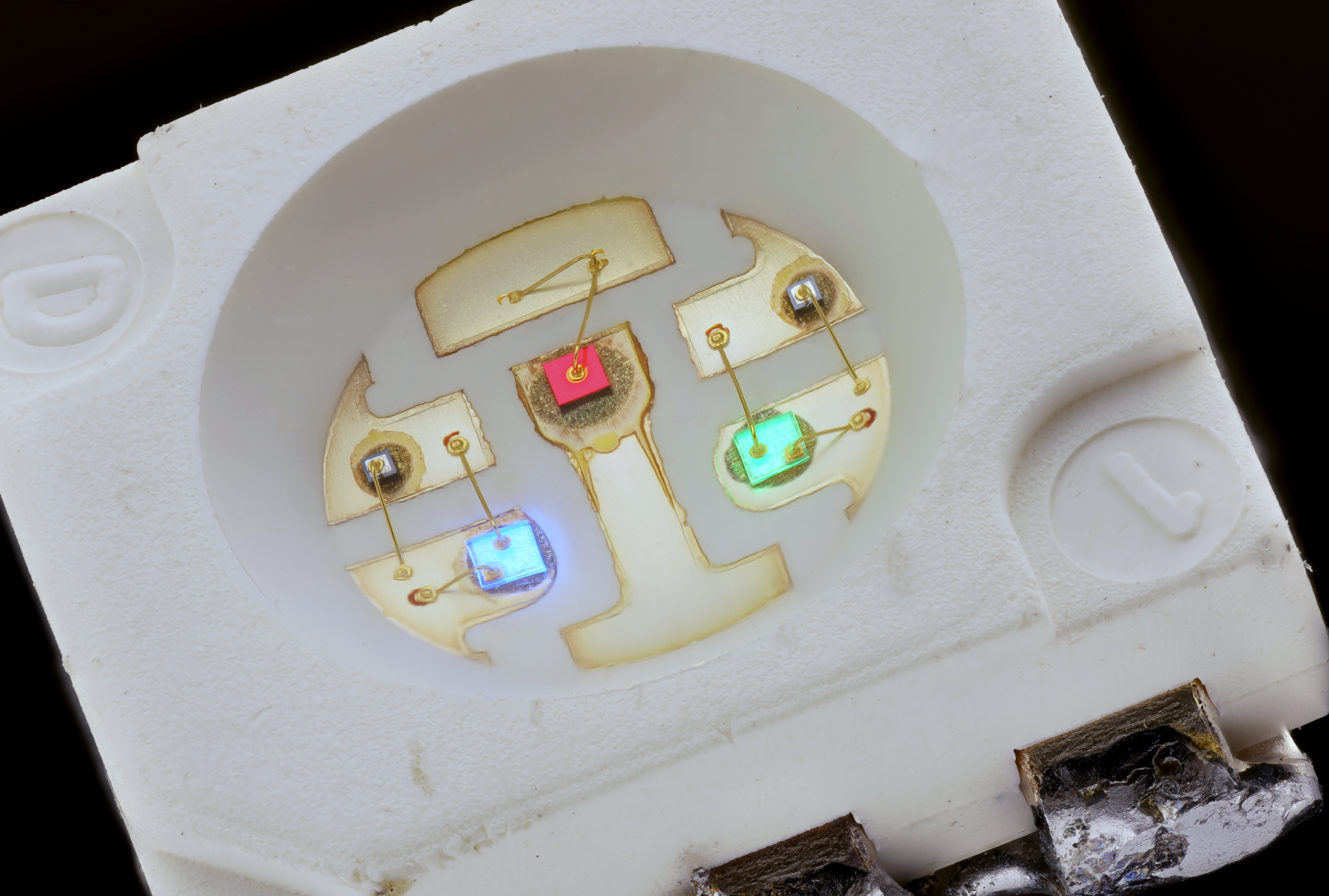
Fotografia unui LED SMD RGB 5050, se observă cele trei pastile LED, câte una pentru fiecare culoare
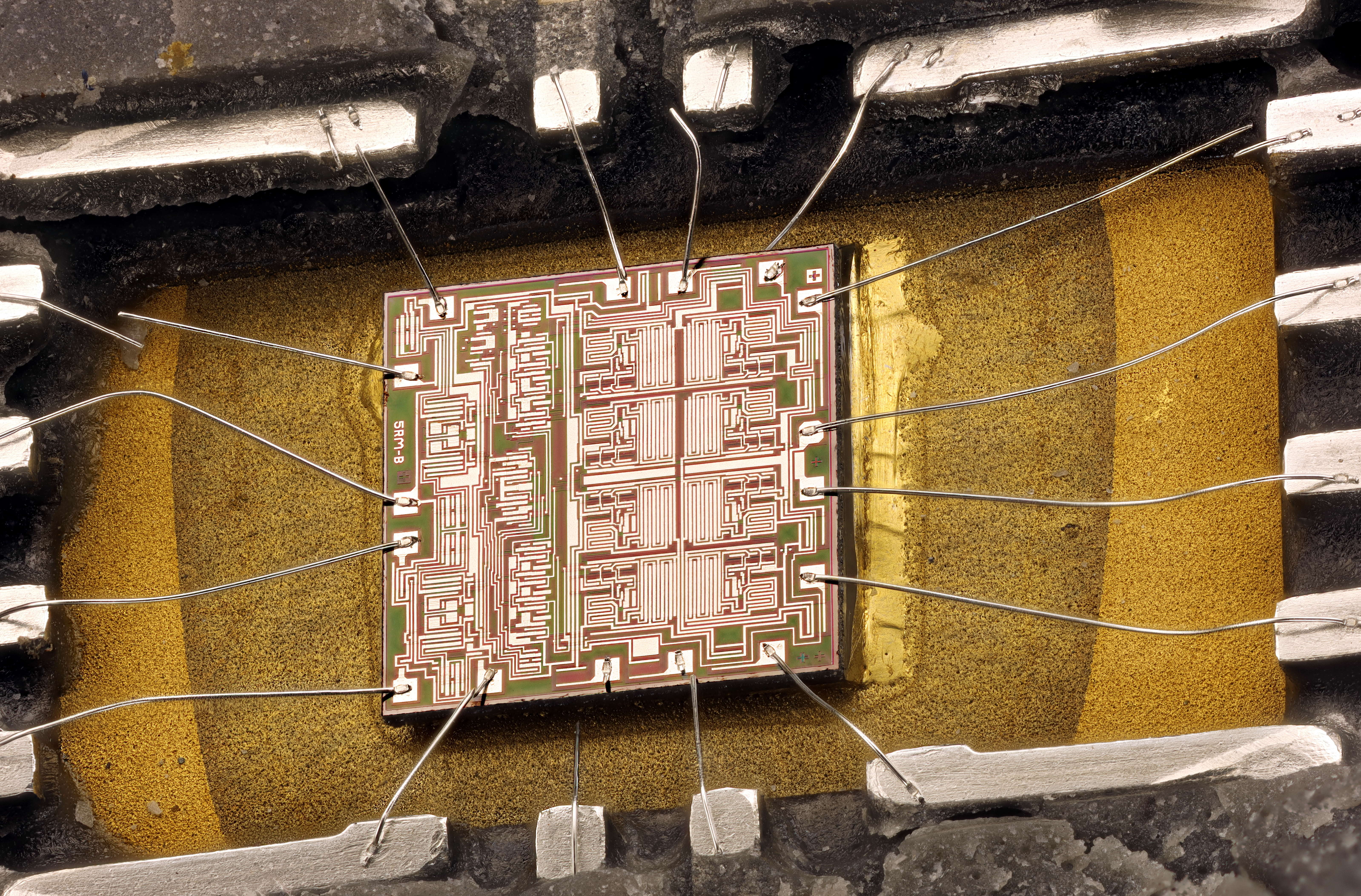
Fotografia pastilei unui circuit integrat
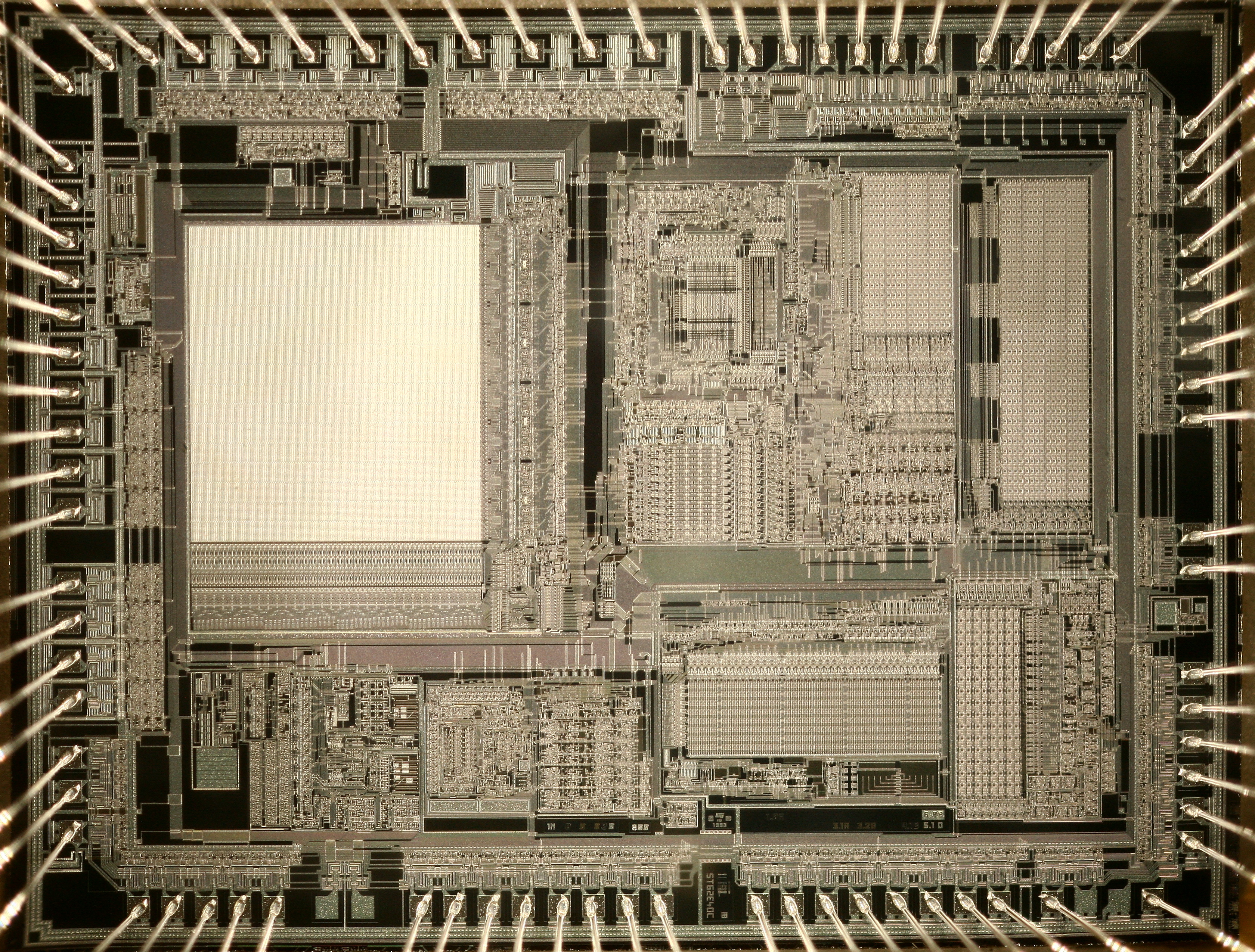
ST62E40 microcontroler  pe 8 biţi cu EPROM, drivere pentru LCD, EEPROM  şi convertor A/D.
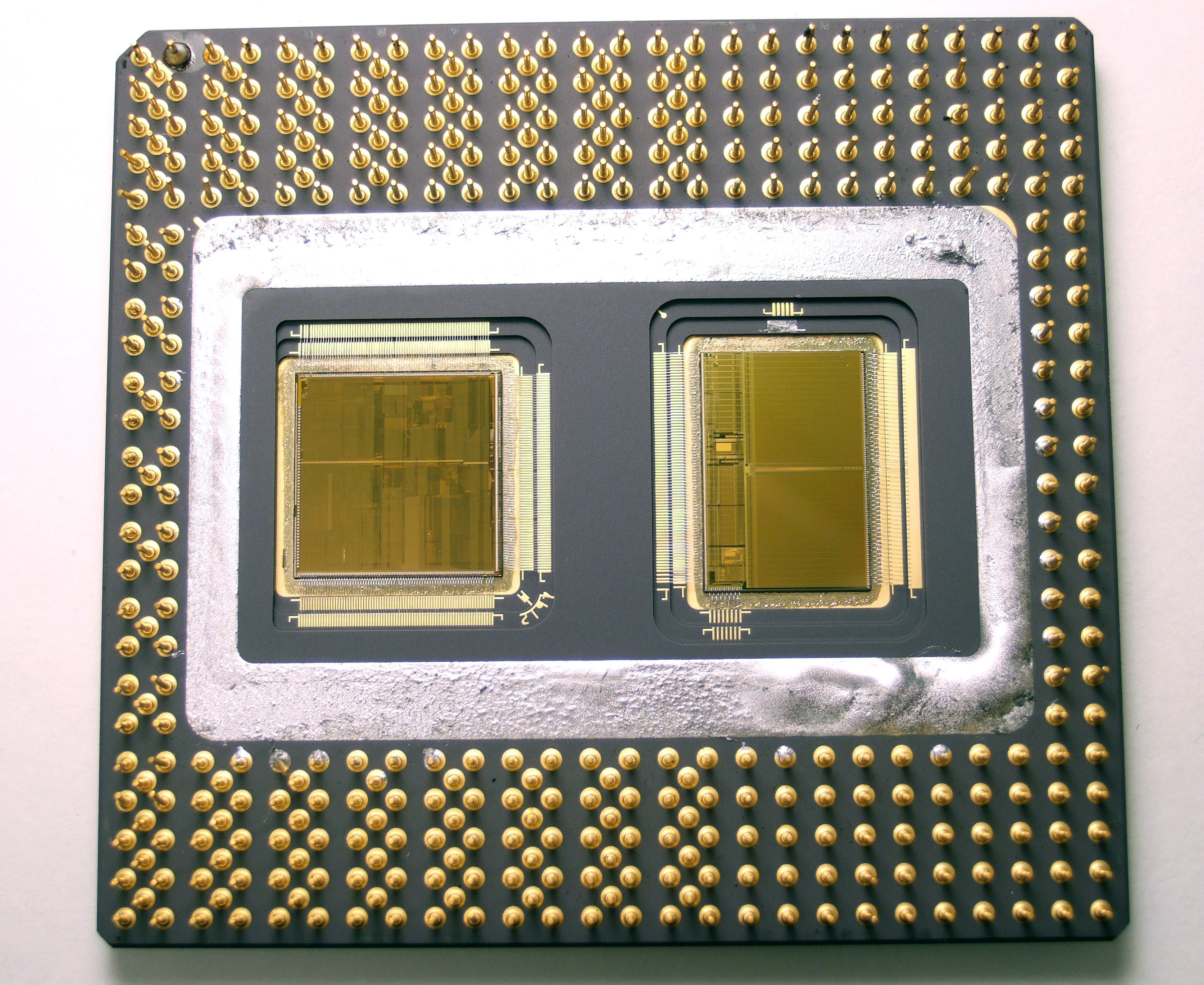
Un microprocesor Pentium Pro
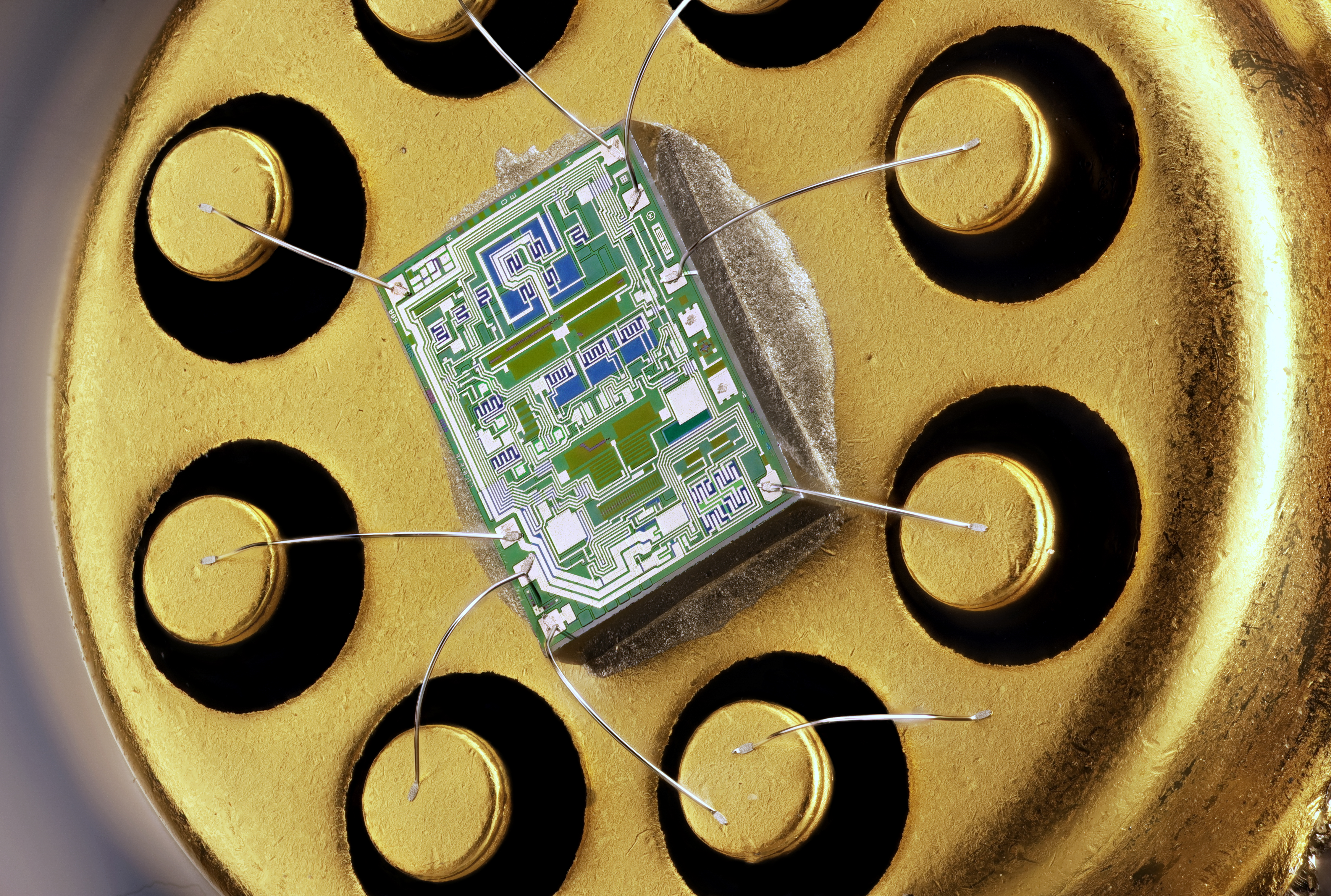
OPA103A un amplificator operaţional fabricat de Burr-Brown
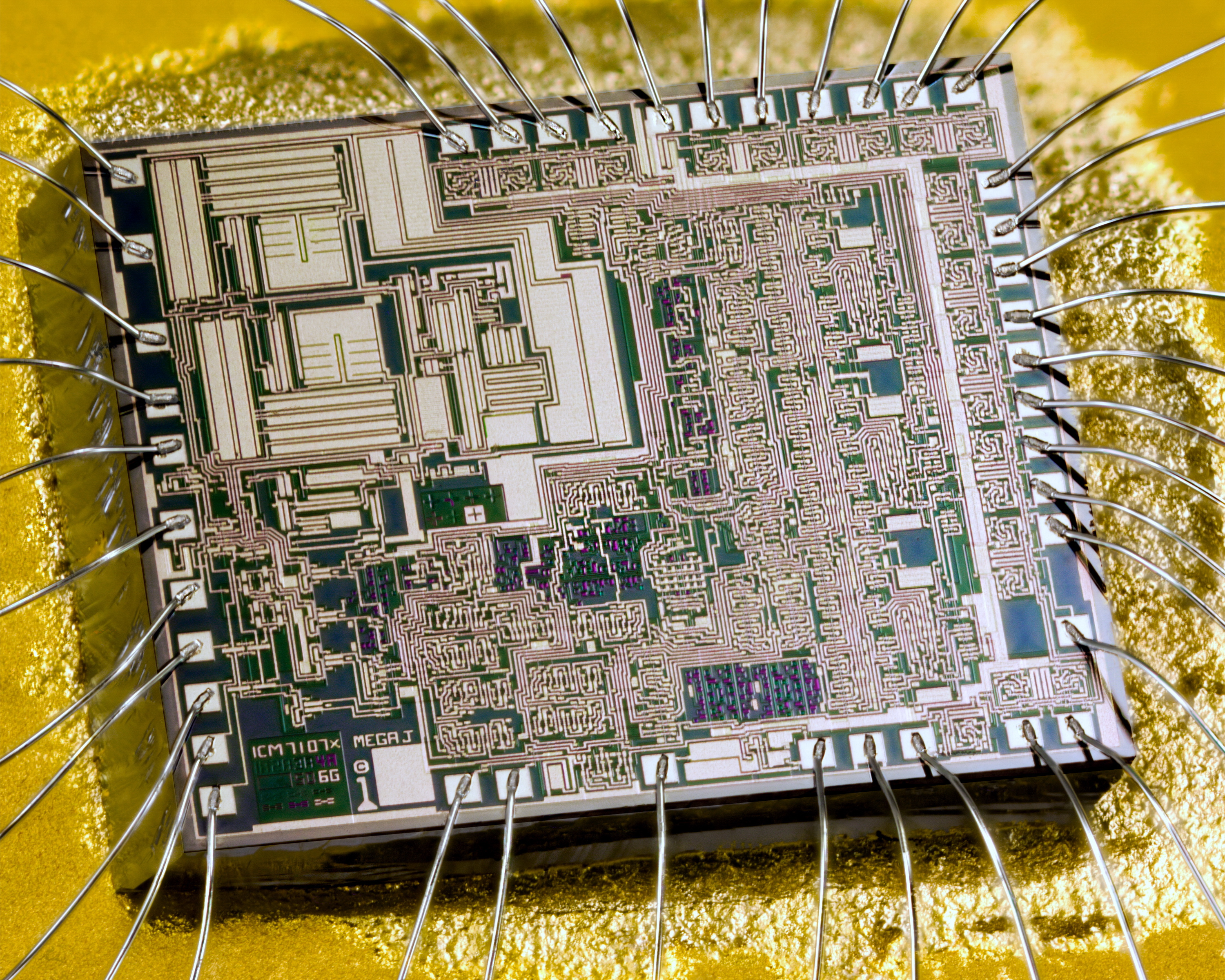
ICM7107 Un circuit convertor A/D pe 3 şi 1/2 Digiţi.
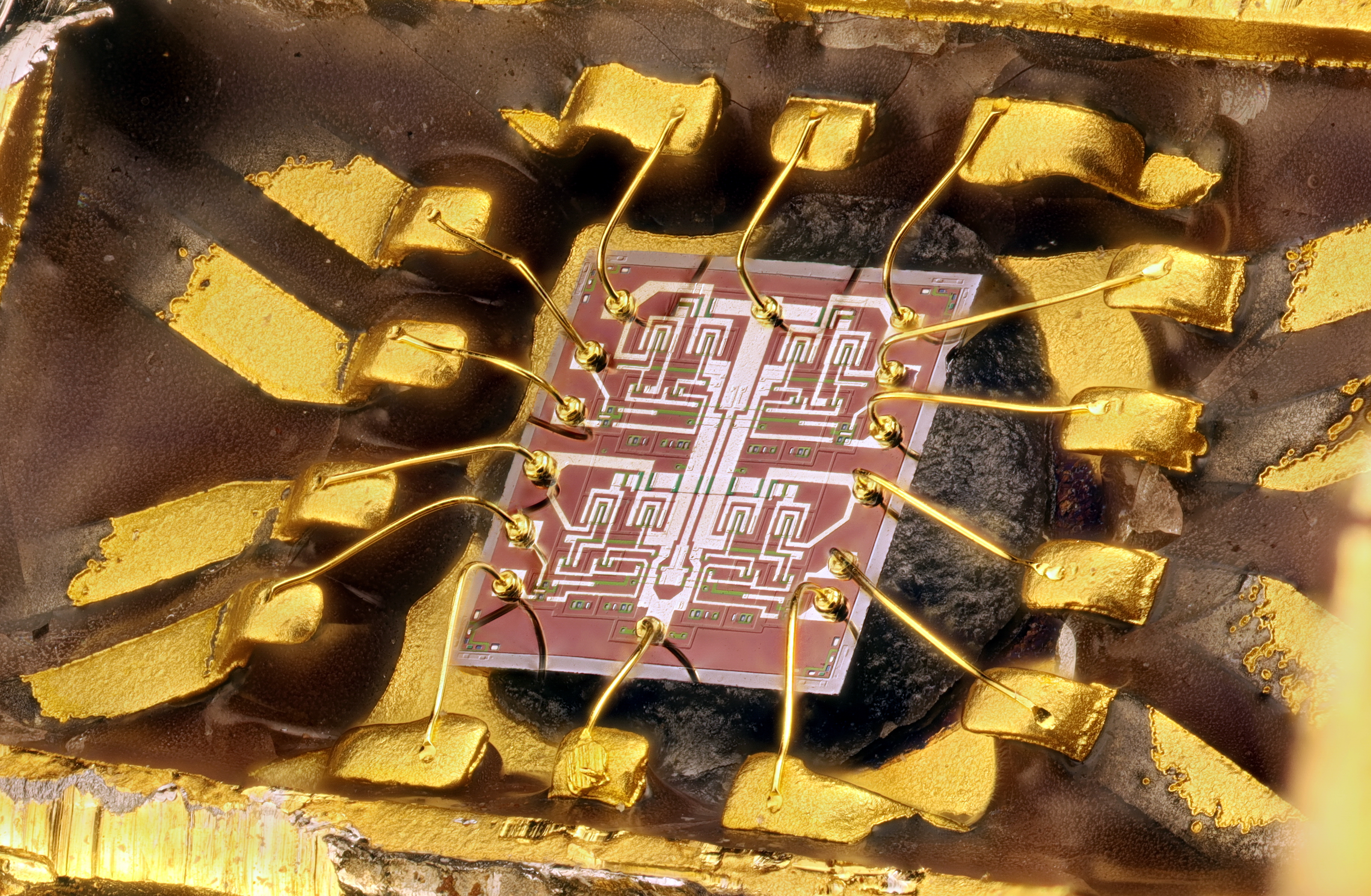
Fotografie pastilei de siliciu pentru circuitul TTL SN7400 fabricat în 1965.